# Nécropole nationale du Trottoir
Pour un article plus général, voir Sites funéraires et mémoriels de la Première Guerre mondiale (Front Ouest).
Le Trottoir est une nécropole nationale située sur le territoire des Éparges dans la Meuse et  où sont inhumés des soldats de l'armée française tués dans les environs lors de la Première Guerre mondiale. 
Créée dès 1915 comme un cimetière du front, à la suite des combats en Haute Meuse, il fut ensuite reconstitué après guerre et devint nécropole nationale. Elle se situe dans un vallon appelé ravin d'Hadimel, en bordure d'une forêt domaniale, au pied de la crête des Éparges, à 800 mètres du village et à une vingtaine de kilomètres au sud-est de Verdun. Français et Allemands se sont durement combattu pour le contrôle de cette crête, d'abord en surface, puis dès avril 1915 par une guerre des mines. 
La nécropole a accueilli après la guerre les corps exhumés de cimetières militaires des environs, dont ceux du Bois et de Marquanterre. Elle comporte 2108 tombes dont dix musulmanes et un ossuaire de  852 corps. La nécropole a été entièrement refaite en 1958 et son entrée en 2013.
Au centre du cimetière, est dressée une grande stèle de pierre avec une croix intégrée sur laquelle sont inscrits les principaux lieux de combat : ravin de Fragaoule, bois de la pointe de Monville, ravin de Sonvaux, calvaire des Éparges, tranchée de Calonne et Bois Haut. Ce monument a été reconstruit à l'identique en pierre d'Euville entre 2005 et 2007. Au centre se trouve également les quatre ossuaires. 
C'est dans cette nécropole qu'est enterré Robert Porchon, officier tué par un obus aux Éparges en février 1915, au tout début de la bataille homonyme, et  « frère de guerre » de l'écrivain et académicien Maurice Genevoix qui lui a dédié son ouvrage Ceux de 14. Il  venait régulièrement fleurir sa tombe et assistait à la cérémonie annuelle chaque lundi de Pâques pour ceux tombés aux Éparges. Le président de la République Emmanuel Macron lors de sa visite de différents sites de la Première Guerre mondiale de l'est et du nord de la France pour le centenaire de l'Armistice,  en novembre 2018, s'est arrêté à Éparges le 6 novembre et, en compagnie du petit-fils de Maurice Genevoix, a déposé un bouquet sur la tombe de Robert Porchon.

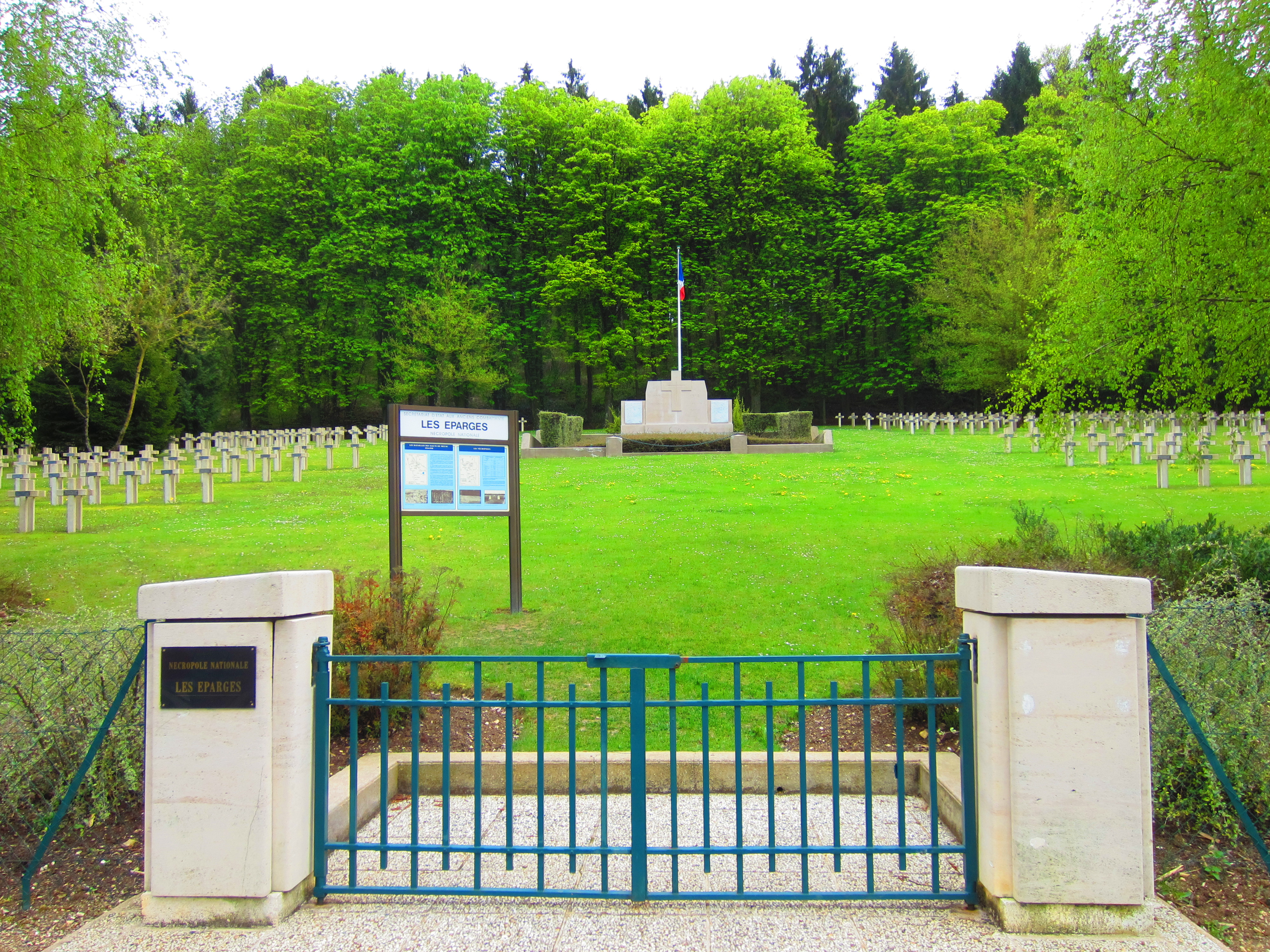
Cimetière militaire français Les Éparges.

D'autres personnalités y sont inhumés, comme le journaliste et écrivain Maurice Desclers (connu aussi sous son nom de plume Paul Bail), mort le 18 février 1915,ou le député-maire Frédéric Chevillon, tué le 21 février 1915. 
Différents monuments, lieux de mémoire de la Première Guerre, se trouvent à proximité dont le monument au 106e régiment d'infanterie et le mémorial du Génie, dédié à la mémoire des sapeurs victimes de la guerre des mines, situés juste plus haut sur la butte.
Le 20 septembre 2023, la nécropole fait partie des 139 sites mémoriels et funéraires de la Première Guerre mondiale inscrits au patrimoine mondial de l'UNESCO lors de la 45e session du Comité du patrimoine mondial.